# Верблюдові
Верблюдові (Camelidae) — родина ссавців з підряду мозоленогих (Tylopoda) ряду оленеподібних (Cerviformes), що об'єднує два сучасні роди: верблюдів (Camelus) і лам (Lama). Викопні рештки верблюда (Camelus) знайдено й у пліоценових відкладеннях на території України.

## Морфологія, анатомія, біологія
На відміну від більшості груп ряду оленеподібних, у верблюдових немає копит, а є двопалі кінцівки з тупими скривленими кігтями. Спираються верблюдові не на кінці пальців, а на сукупність їх фаланг. На нижній поверхні ступні розташовується парна або непарна еластична мозолиста подушка (з цією ознакою пов'язана давня назва родини "мозоленогі").
Статура верблюдових відрізняється не включеними в контури тулуба стегном і вельми довгою шиєю. У них, на відміну від багатьох інших родин оленеподібних, немає рогів. Кількість зубів варіює від 30 до 40.
У верблюдових еритроцити крові овальні, а не дископодібні, як у більшості ссавців. Шлунок трикамерний, тоді як рубець і сичуг мають особливу будову і сильно відрізняються від таких у жуйних. Сліпа кишка коротка. Плацента дифузна і примітивніша, ніж у інших родин оленеподібних. Будова статевих органів у верблюдових також украй своєрідна і має ряд особливостей, властивих тільки їм.

## Походження і поширення
Верблюдові з'явилися протягом Еоцену в Північній Америці, звідки вони розселилися у двох напрямках, де тепер представлені різні роди:
- до Азії, північної Африки і Європи (рід верблюд),
- до Південної Америки (лама).

## Систематика
Склад родини у сучасній фауні (за «Види ссавців світу», 2005 і ASM Mammal Diversity Database):
- триба Camelini
  - рід верблюд — Camelus — 3 види: Camelus bactrianus (верблюд двогорбий), Camelus dromedarius (верблюд одногорбий), Camelus ferus (дикий бактріан)
- триба Lamini
  - рід лама — Lama — 4 види: Lama glama (лама), Lama guanicoe (гуанако), Lama pacos (альпака), Lama vicugna (вікунья)

Відомі такі викопні роди верблюдових (Camelidae): †Aepycamelus, †Camelops, †Eulamaops, †Floridatragulus, †Hemiauchenia, †Megacamelus, †Megatylopus, †Oxydactylus, †Palaeolama, †Poebrotherium, †Procamelus, †Protylopus, †Stenomylus, †Titanotylopus
Надродина Cameloidea окрім сучасної родини верблюдових (Camelidae), містить також викопну родину †Oromerycidae, у складі якої відомі такі роди: †Eotylopus, †Malaquiferus, †Merycobunodon, †Montanatylopus, †Oromeryx, †Protylopus.